# Lista de membros titulares da Academia Brasileira de Ciências empossados em 2008
Esta lista contém os nomes dos membros titulares da Academia Brasileira de Ciências empossados em 2008.
| Imagem | Nome                                  | Datas de nascimento e falecimento         | Local de nascimento | Área de especialização | Alma mater                  | Data de posse          | Conhecido por | Referências       |
| ------ | ------------------------------------- | ----------------------------------------- | ------------------- | ---------------------- | --------------------------- | ---------------------- | --- | ----------------- |
|        | Abramo Hefez                          | 16 de janeiro de 1947                     | Mansourah, Egito    | Ciências Matemáticas   | PUC-Rio                     | 06 de maio de 2008     | | [ 2 ]             |
|        | Ademir Neves                          | 03 de abril de 1951 30 de janeiro de 2022 | Indaial, SC         | Ciências Químicas      | FURB                        | 06 de maio de 2008     | | [ 3 ] [ 4 ] [ 5 ] |
|        | Aroldo Misi                           | 19 de dezembro de 1940                    |                     | Ciências da Terra      | UFBA                        | 06 de maio de 2008     | | [ 6 ]             |
|        | Carlos Augusto Monteiro               | 08 de março de 1948                       |                     | Ciências da Saúde      | USP                         | 06 de maio de 2008     | Ganhador do Prêmio de Incentivo em Ciência e Tecnologia para o SUS (2005) Foi o terceiro brasileiro a ganhar o prêmio Abraham Horwitz de Liderança Científica em Saúde nas Américas outorgado pela OPAS                                                                                             | [ 7 ]             |
|        | Carlos Gustavo Tamm de Araujo Moreira | 08 de fevereiro de 1973                   | Rio de Janeiro. RJ  | Ciências Matemáticas   | UFRJ                        | 06 de maio de 2008     | Foi orientado por Jacob Palis | [ 8 ]             |
|        | Carlos Ourivio Escobar                | 14 de novembro de 1948                    | São Paulo, SP       | Ciências Físicas       | USP                         | 06 de maio de 2008     | Foi o primeiro presidente da Colaboração Auger (1995) | [ 9 ]             |
|        | Célia Regina Ribeiro da Silva Carlini | 10 de fevereiro de 1956                   |                     | Ciências Biomédicas    | UNIFESP                     | 06 de maio de 2008     | Orientada por Jorge Almeida Guimarães. É Editora Seccional de Bioquímica do en:Brazilian Journal of Medical and Biological Research | [ 10 ]            |
|        | Claudio Airoldi                       | 04 de outubro de 1942                     | Quintana, SP        | Ciências Químicas      | USP                         | 06 de maio de 2008     | Foi orientado por Geraldo Vicentini. | [ 11 ]            |
|        | Débora Foguel                         | 20 de outubro de 1964                     |                     | Ciências Biomédicas    | UFRJ                        | 06 de maio de 2008     | | [ 12 ]            |
|        | Edmundo Albuquerque de Souza e Silva  | 10 de agosto de 1952                      |                     | Ciências da Engenharia | PUC-Rio                     | 06 de maio de 2008     | | [ 13 ]            |
|        | Eduardo Luiz Damiani Bica             | 25 de novembro de 1956                    | Porto Alegre, RS    | Ciências Físicas       | UFRGS                       | 06 de maio de 2008     | Foi orientado por Miriani Griselda Pastoriza. Descobriu centenas de novos aglomerados nas Nuvens de Magalhães. Descobriu 6 aglomerados abertos, sendo designados na literatura por seu nome. Diretor do Observatório Astronômico da UFRGS (2005 – 2008)                                             | [ 14 ]            |
|        | Elizabeth Pacheco Batista Fontes      | 24 de dezembro de 1957                    |                     | Ciências Agrárias      | UFV                         | 06 de maio de 2008     | | [ 15 ]            |
|        | Fernando de Queiroz Cunha             | 20 de outubro de 1954                     | Passos, MG          | Ciências Biomédicas    | UnB                         | 06 de maio de 2008     | | [ 16 ]            |
|        | Ivano Gebhardt Rolf Gutz              | 27 de janeiro de 1951                     | Blumenau, SC        | Ciências Químicas      | UNESP                       | 06 de maio de 2008     | Criou o programa CurTiPot. | [ 17 ]            |
|        | Jacques Raymond Daniel Lépine         | 02 de agosto de 1946                      | França              | Ciências Físicas       | USP                         | 06 de maio de 2008     | Descobriu o primeiro “Megamaser” extragaláctico | [ 18 ] [ 19 ]     |
|        | Jean Pierre von der Weid              | 01 de agosto de 1948                      |                     | Ciências da Engenharia | PUC-Rio                     | 06 de maio de 2008     | Criou o Centro de Pesquisas em Tecnologia de Inspeção | [ 20 ]            |
|        | Jesus Aparecido Ferro                 | 29 de abril de 1952                       | Meridiano, SP       | Ciências Agrárias      | USP                         | 06 de maio de 2008     | Seqüenciamento completo do genoma das bactérias Xylella fastidiosa, Xanthomonas citri e en:Chromobacterium violaceum. Foi o responsável pela implantação do Centro Brasileiro de Estocagem de Clones (BCCCenter). Co-fundador da empresa Alellyx Applied Genomics.                                  | [ 21 ] [ 22 ]     |
|        | João Antonio Pegas Henriques          | 16 de abril de 1946                       | Pelotas, RS         | Ciências Biológicas    | UFRGS                       | 06 de maio de 2008     | | [ 23 ]            |
|        | Julio Cezar Melatti                   | 06 de abril de 1938                       | Petrópolis, RJ      | Ciências Sociais       | UCP                         | 06 de maio de 2008     | Autor de “Índios e Criadores”, “O Messianismo Krahó”, “Ritos de uma Tribo Timbira” e “Índios do Brasil”. | [ 24 ]            |
|        | Luisa Lina Villa                      | 13 de janeiro de 1951                     | Como, Itália        | Ciências Biomédicas    | USP                         | 06 de maio de 2008     | | [ 25 ]            |
|        | Marcelo Dutra Fragoso                 | 02 de outubro de 1951                     |                     | Ciências da Engenharia | UFPE                        | 19 de dezembro de 2008 | | [ 26 ]            |
|        | Maria Aparecida Soares Ruas           | 05 de janeiro de 1948 30 de junho de 2025 | Lins, SP            | Ciências Matemáticas   | UNESP                       | 19 de dezembro de 2008 | Foi orientada por Gilberto Francisco Loibel. | [ 27 ] [ 28 ]     |
|        | Maria Inês Schmidt                    | 24 de dezembro de 1949                    | Novo Hamburgo, RS   | Ciências da Saúde      | UFCSPA                      | 19 de dezembro de 2008 | “dawn phenomenon” em Diabetes Recebeu o prêmio New Investigator Award do NIH | [ 29 ]            |
|        | Mariangela Hungria da Cunha           | 06 de fevereiro de 1958                   | São Paulo, SP       | Ciências Agrárias      | USP                         | 19 de dezembro de 2008 | | [ 30 ]            |
|        | Paulo Marcos de Paula Vasconcelos     | 23 de junho de 1958                       |                     | Ciências da Terra      | Universidade do Kansas, EUA | 19 de dezembro de 2008 | | [ 31 ]            |
|        | Renato de Azevedo Tribuzy             | 30 de abril de 1946                       | Manaus, AM          | Ciências Matemáticas   | UFAM                        | 19 de dezembro de 2008 | Foi orientado por Manfredo do Carmo. | [ 32 ]            |
|        | Reynaldo Luiz Victoria                | 20 de janeiro de 1950                     |                     | Ciências da Terra      | USP                         | 19 de dezembro de 2008 | | [ 33 ]            |
|        | Ricardo Magnus Osório Galvão          | 21 de dezembro de 1947                    | Itajubá, MG         | Ciências Físicas       | UFF                         | 06 de maio de 2008     | Juntamente com o Ivan Nascimento, na construção do primeiro tokamak da América Latina. Diretor do INPE (2016 -). | [ 34 ] [ 35 ]     |
|        | Robson Augusto Souza dos Santos       | 10 de dezembro de 1951                    |                     | Ciências da Saúde      | FMIt                        | 19 de dezembro de 2008 | Foi orientado por Wilson Teixeira Beraldo, Eduardo Moacyr Krieger e Lewis Joel Greene. Coordena o INCT em Nano-Biofarmaceutica | [ 36 ]            |
|        | Rui Curi                              | 02 de dezembro de 1959                    |                     | Ciências Biomédicas    | UEM                         | 19 de dezembro de 2008 | Foi o primeiro a demonstrar o consumo de glutamina por neutrófilos e a sua importância para prevenir a morte dessas células. Descreveu o fenômeno de transferência de lipídios (em particular de ácidos graxos, mas também de colesterol e fosfolipídios) entre células, principalmente leucócitos. | [ 37 ]            |
|        | Siu Mui Tsai                          | 08 de janeiro de 1949                     |                     | Ciências Agrárias      | USP                         | 06 de maio de 2008     | | [ 38 ]            |
|        | Vera Lúcia da Silva Valente Gaiesky   | 06 de dezembro de 1947                    |                     | Ciências Biológicas    | UFRGS                       | 06 de maio de 2008     | | [ 39 ]            |
|        | Yoshitaka Gushikem                    | 12 de janeiro de 1942                     | Getulina, SP        | Ciências Químicas      | USP                         | 19 de dezembro de 2008 | Foi orientado por Ernesto Giesbrecht. Doutor Honoris Causa pela es:Universidad de Járkov | [ 40 ]            |